# Agustín Orión
Agustín Ignacio Orión (* 26. Juni 1981 in Ramos Mejía) ist ein ehemaliger argentinischer Fußballspieler, der für Klubs in Argentinien und Chile spielte. Für die argentinische Nationalmannschaft bestritt er drei Spiele und wurde als Ersatztorwart Vizeweltmeister 2014.

## Vereinskarriere
Agustín Orión begann seine Karriere im Jugendbereich von San Lorenzo, für das er 2001 auch erstmals zum Profikader gehörte. Sein Ligaspiel-Debüt bestritt Orión jedoch erst 2005, als er umgehend Stammtorhüter wurde. Diese Position konnte er aber nicht halten und stand erst ab 2007 wieder als Nummer 1 im Tor, wobei er seine Mannschaft prompt zum Gewinn der Clausura führte. Nach zwei Jahren erlitt Orión eine Kreuzbandverletzung, woraufhin er ins Hintertreffen gelang.
Daraufhin wechselte Agustín Orión 2010 zu Estudiantes de La Plata. Dort gelang ihm nach kurzer Eingewöhnungsphase der Gewinn der Apertura 2010. Mit Estudiantes scheiterte er bei der Copa Libertadores 2010 im Viertelfinale wegen der Auswärtstorregel am späteren Gewinner SC Internacional. Auch bei der Copa Libertadores 2011 musste sich Orión mit seinem Verein im Achtelfinale Club Cerro Porteño aus Paraguay nach Elfmeterschießen geschlagen geben.
2011 ging Agustín Orión zu den Boca Juniors, bei denen er Stammtorhüter wurde. Mit Boca gewann er 2-mal die argentinische Meisterschaft und den Argentinischen Pokal. 2016 ging er zum Ligakonkurrenten Racing Club Avellaneda. 2017 wechselte der 1,89 m große Torwart ins Nachbarland zum CSD Colo-Colo, für die er in drei Jahren 43 Ligaspiele absolvierte und anschließend seine Karriere beendete.

## Nationalmannschaftskarriere
Orión wurde zur Copa América 2007 erstmals von Nationaltrainer Alfio Basile als dritter Torwart hinter Roberto Abbondanzieri und Juan Pablo Carrizo in den Kader Argentiniens berufen.
Im September 2011 nominierte Alejandro Sabella Orión für die Copa Roca. Dort bestritt er beide Partien gegen Brasilien. Auch sein drittes Länderspiel absolvierte der Torwart gegen Brasilien. Im Rückspiel des Superclásico de las Américas 2012 kam er beim 2:1-Erfolg zum Einsatz, allerdings ging die Partie durch den Hinspielerfolg Brasiliens ins Elfmeterschießen. Dort verlor Argentinien trotz des Elfmetertores von Orión mit 3:4.
2014 wurde Orión von Nationaltrainer Alejandro Sabella für die Fußball-Weltmeisterschaft 2014 nominiert. Mit dem Team wurde er Vizeweltmeister, kam aber als Ersatztorwart hinter Sergio Romero nicht zum Einsatz.

## Erfolge
San Lorenzo
- Argentinischer Meister: Clausura 2007

Estudiantes de La Plata
- Argentinischer Meister: Apertura 2010

Boca Juniors
- Argentinischer Meister: Apertura 2011, 2015
- Argentinischer Pokal: 2015

Colo-Colo
- Chilenischer Meister: Transición 2017
- Supercopa de Chile: 2017, 2018

Argentinien
- Vizeweltmeister: 2014
- Vizemeister der Copa América: 2007